# Veldwezelt

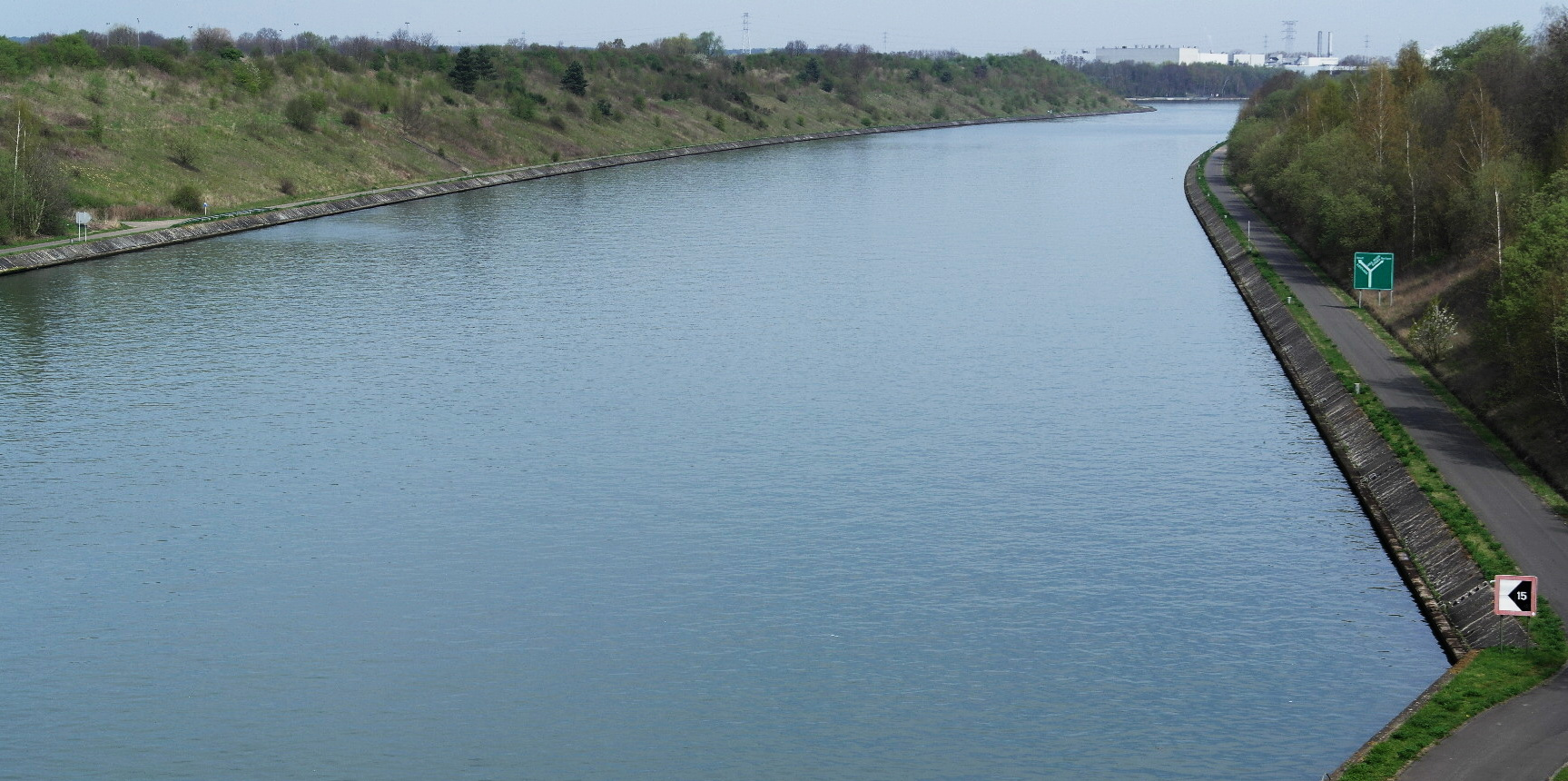
Albertkanaal bij Veldwezelt

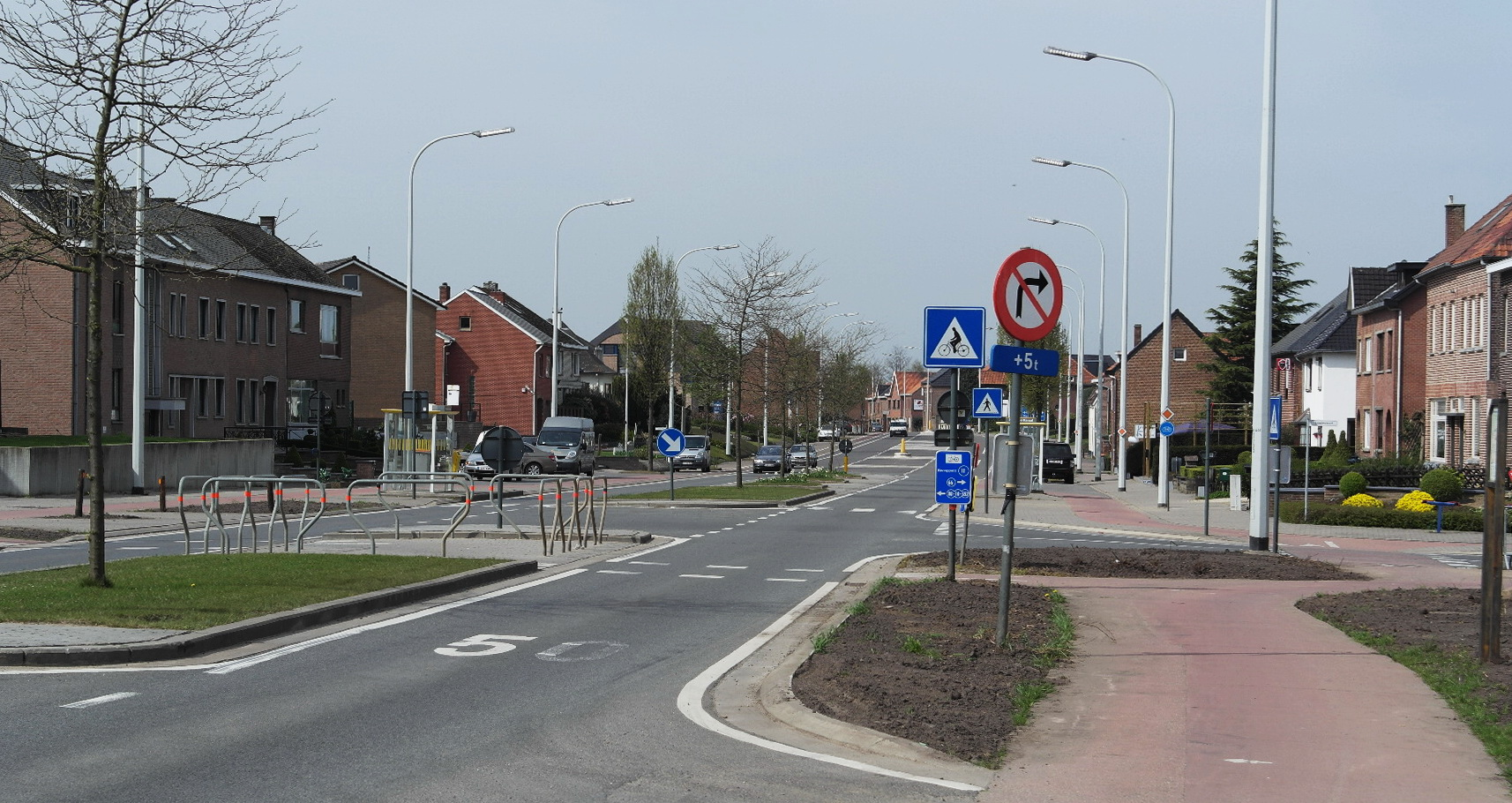
De doorgaande route door het dorp

Veldwezelt (Limburgs: Wezent), is een kerkdorp in en een deelgemeente van de gemeente Lanaken, gelegen in de Belgische provincie Limburg, het was een zelfstandige gemeente tot aan de gemeentelijke herindeling van 1977. Een derde van de inwoners van Veldwezelt heeft de buitenlandse, voornamelijk Nederlandse nationaliteit. Het betreft vooral studenten aan de nabijgelegen Maastrichtse onderwijsinstellingen.
Het zuidelijk van Veldwezelt gelegen kerkdorp Kesselt hoorde tot de gemeentelijke herindeling van 1977 bij de voormalige gemeente Veldwezelt.

## Etymologie
De naam 'Wezelt' komt waarschijnlijk van het Germaanse 'Wisithja' dat een verzamelnaam is voor 'weiden'. Veldwezelt werd voor het eerst vermeld onder de naam 'Wiosello' in 1157.

## Geschiedenis
Veldwezelt is gelegen daar waar ooit de Romeinse heerbaan van Nijmegen naar Tongeren liep.
Waarschijnlijk behoorde (een deel van) het gebied in de 10e eeuw tot de Lambertusparochie, waarvan de patronaatsrechten in die tijd geschonken werden aan het Onze-Lieve-Vrouwekapittel te Maastricht. Tezamen met enkele andere instellingen bezaten zij destijds ongeveer de helft van het huidige grondgebied van Veldwezelt. Het gebied werd later opgedeeld tussen de graven van Loon en het Onze-Lieve-Vrouwekapittel. Het Loonse deel kwam in handen van de prins-bisschoppen van Luik. Verscheidene malen werd het door hen verpand, bijvoorbeeld aan A. Vaes (1680), J.A. de Foullon (1727) en de baron Van Stokkem (1763).
Veldwezelt was vanouds een landbouwdorp. In de 19e eeuw was rietvlechten een hier voorkomende tak van huisnijverheid, vanwege de nabijheid van de Maas. Gedurende de 20e eeuw werd Veldwezelt meer en meer een forenzendorp.
Gedurende de 19e eeuw werden nieuwe wegen aangelegd, namelijk die van Tongeren naar Maaseik, in de eerste helft van de 19e eeuw, en die van Maastricht naar Hasselt, in de 2e helft van de 19e eeuw. Zo verplaatste de kern van het dorp zich, van het oude centrum, in de richting van het kruispunt van deze wegen.
In 1844 werd, bij verdrag, een deel van het grondgebied van Veldwezelt aan Nederland afgestaan.
Op 10 mei 1940 vielen de Duitsers België binnen waarbij de verovering van de brug over het Albertkanaal te Veldwezelt een strategisch belangrijke rol speelde (zie Fort Eben-Emael).
Van 1998 tot 2003 werden er archeologische opgravingen georganiseerd op de Neanderthalersite van Veldwezelt-Hezerwater.
Sinds 2002 worden er grootschalige leemafgravingen uitgevoerd in dit gebied, dat is gelegen ten oosten van het Albertkanaal.
In 2017 werden tijdens een onderzoek naar leemontginning in het Zouwdal tussen Veldwezelt en Lanaken, de overblijfselen van een Karolingisch fort in Romeinse stijl ontdekt.  Dit fort aan de Zouw dateert vermoedelijk uit de periode van Karel Martel.

## Demografische ontwikkeling
- Bronnen:NIS, Opm:1831 tot en met 1970=volkstellingen; 1976 = inwoneraantal op 31 december

## Bezienswaardigheden
- Het voormalige gemeentehuis van de vroegere gemeente Veldwezelt, gelegen op de hoek van de Berenhofstraat en de Holtstraat
- De Sint-Lambertuskerk, een neoromaanse kerk uit 1935 met een barokorgel
- De Archeologische vindplaats Veldwezelt-Hezerwater die het bewijs leverde van de aanwezigheid van neanderthalers in dit gebied
- Enkele vierkantshoeven
- Een kalkstenen ongelukskruis, aan de Heserweg, uit 1786
- De begraafplaats van Veldwezelt, aan de Lindestraat, waar 114 Belgische karabiniers begraven zijn, welke op 10 mei 1940 zijn gesneuveld en een aantal burgers die omkwamen bij Duitse bombardementen en gevechtshandelingen op dezelfde dag
- Diverse veldkapellen, waaronder de Onze-Lieve-Vrouw van Bijstandskapel te Strodorp, aan de Bilzerbaan, mogelijk uit 1714. Deze kapel is door vier oude linden omgeven
- De gedenksteen voor de piloten van de Royal Air Force die op 12 mei poogden de brug bij Veldwezelt over het Albertkanaal te bombarderen die op 10 mei in handen van het Duitse leger was gevallen via een verrassingsaanval met zweefvliegtuigen[3]

## Geologie
Veldwezelt is gelegen in Droog-Haspengouw, op een hoogte van ongeveer 75 meter. De licht glooiende bodem bestaat uit löss. Het grondgebied wordt ten noorden en ten oosten van het dorp doorsneden door het Albertkanaal, waardoor een smalle strook min of meer geïsoleerd van het dorp is komen te liggen, ingeklemd tussen het kanaal en de Belgisch-Nederlandse grens. De omgeving van Veldwezelt is voornamelijk landbouwgebied, met weiden en boomgaarden.

## Evenement
- Jaarlijkse Sacramentsprocessie

## Nabijgelegen kernen
Lanaken, Eigenbilzen, Mopertingen, Hees, Kesselt, Maastricht

## Galerij

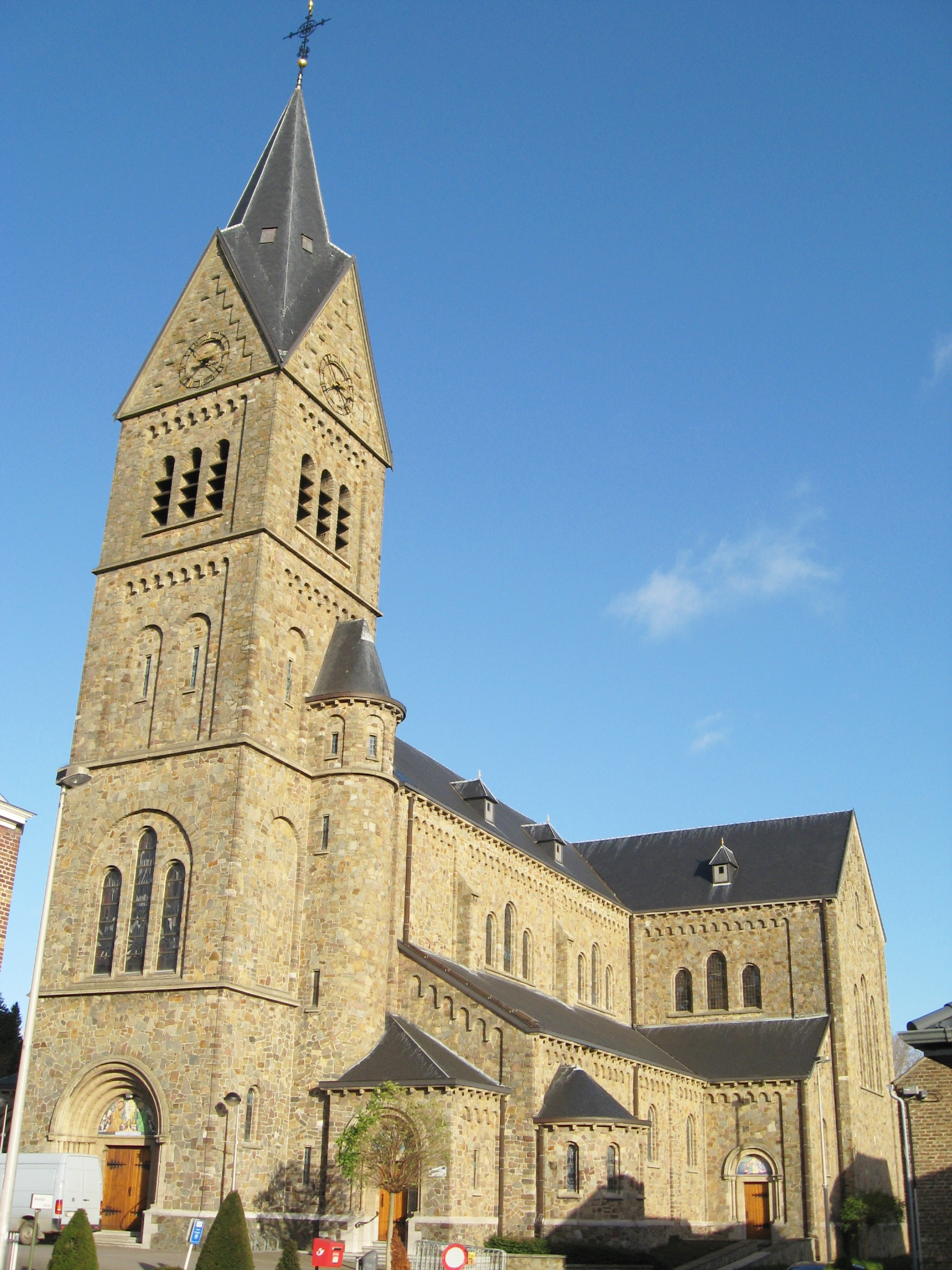
Sint-Lambertuskerk
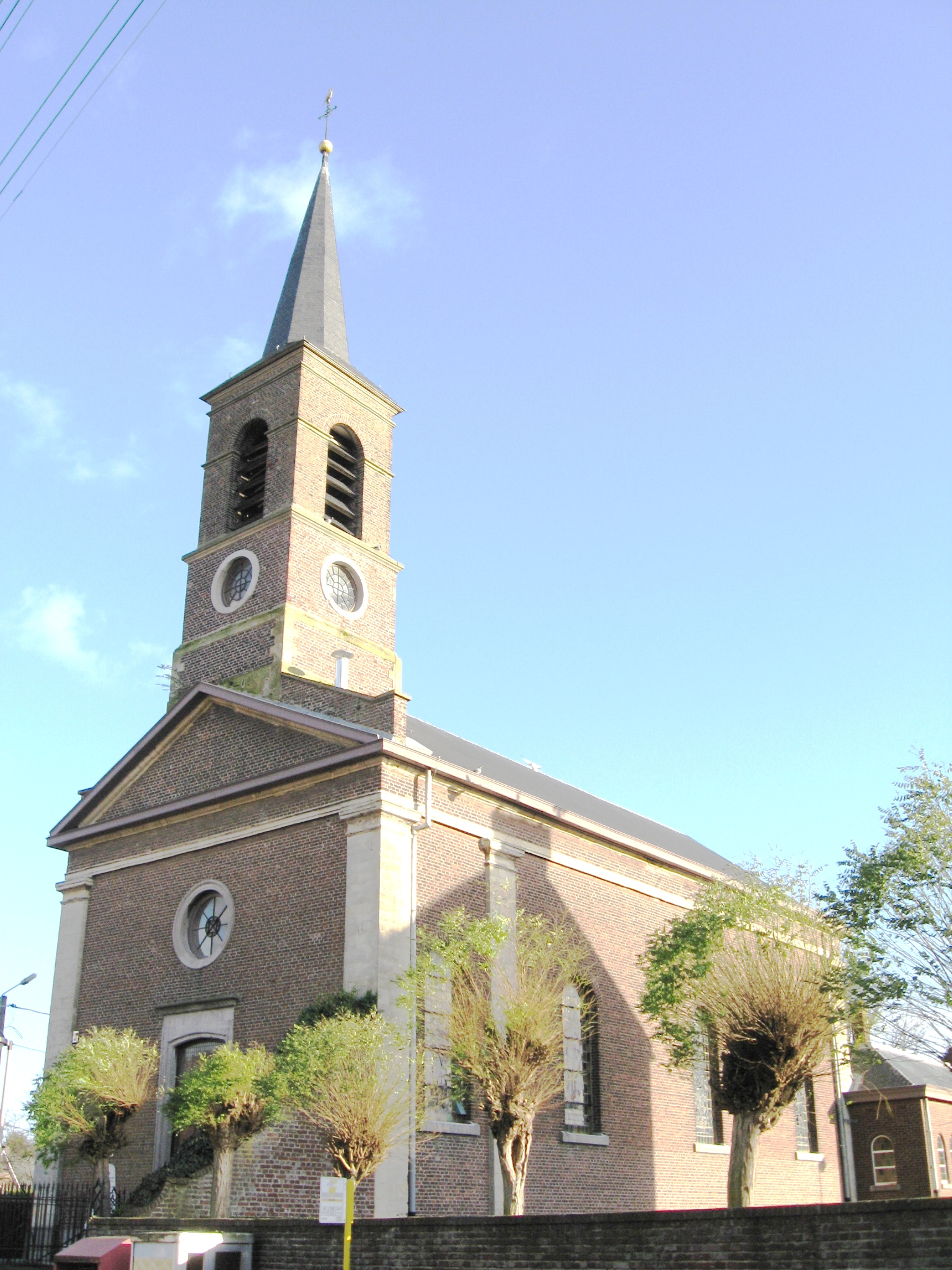
Sint-Michielskerk, Kesselt
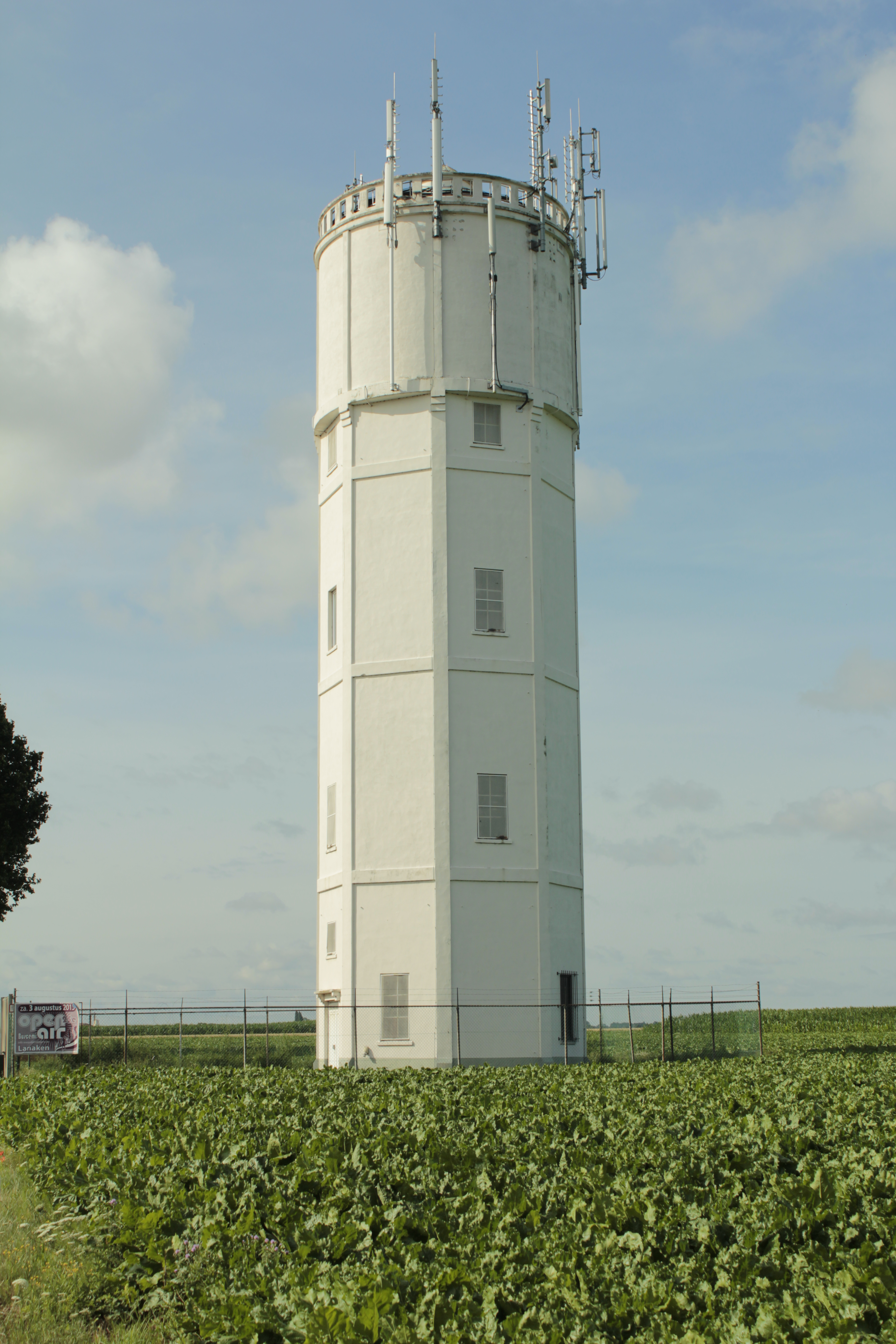
Watertoren
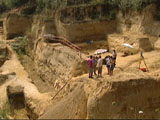
Archeologische vindplaats
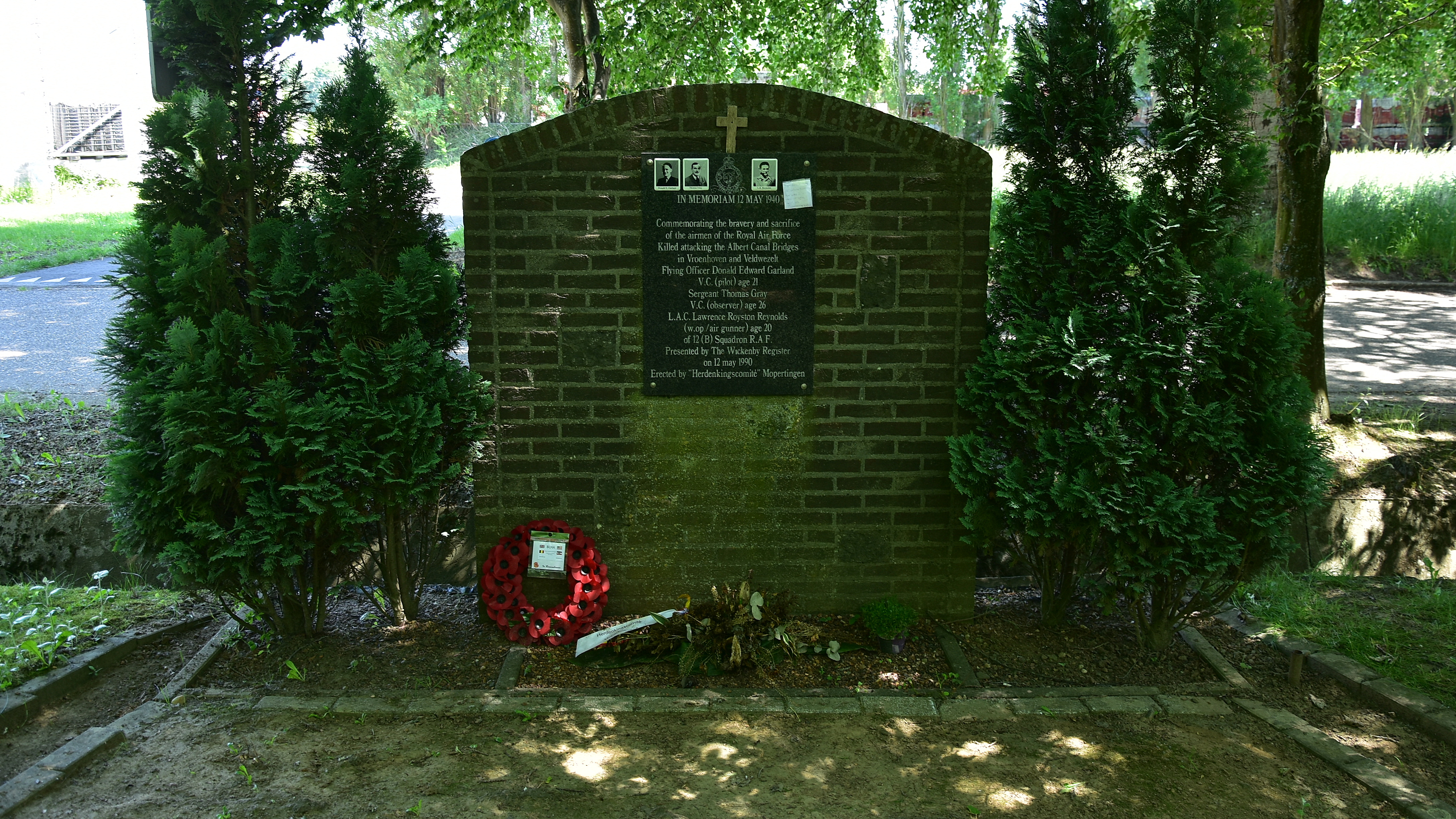
Gedenksteen voor de piloten van de R.A.F.